# Kurt Klinger
Kurt Klinger (* 11. Juli 1928 in Linz; † 23. April 2003 in Wien) war ein österreichischer Schriftsteller und Publizist sowie Literatur- und Theaterkritiker.

## Leben
Klinger absolvierte die Handelsakademie in Linz und war zunächst als Angestellter der Bundesgebäudeverwaltung. Daneben trat er als Schauspieler in der von Alfred Stögmüller geleiteten halbprofessionellen Theatergruppe „Scheinwerfer“ auf, die auch sein Stück „Der goldene Käfig“ zur Uraufführung brachte. wurde. 1953 begann Klinger ein Studium der Germanistik und Philosophie an der Universität Wien. Nach seiner Promotion war er mehr als zwanzig Jahre lang als Dramaturg tätig: am Landestheater Linz, am Düsseldorfer Schauspielhaus, an den Städtischen Bühnen Frankfurt, am Staatstheater Hannover, am Grazer Schauspielhaus und am Schauspielhaus Zürich. 1978 bis 1993 war Klinger Vizedirektor der Österreichischen Gesellschaft für Literatur.
Seit Ende der 1970er Jahre war Kurt Klinger freier Schriftsteller und Publizist. Er war Herausgeber und verantwortlicher Redakteur der Zeitschrift Literatur und Kritik. Kurt Klinger verstarb am 23. April 2003 in Wien und wurde auf dem Wiener Zentralfriedhof bestattet.

## Künstlerisches Schaffen
Sein literarisches Schaffen umfasst Prosa, Lyrik, Hörspiele, Dramen sowie Fernsehfilme und -spiele und Theaterstücke. Außerdem wirkte er als Übersetzer. Klingers Nachlass befindet sich im Literaturarchiv der Österreichischen Nationalbibliothek.

## Auszeichnungen und Ehrungen
- 1954 Preis des Kulturringes der oberösterreichischen Wirtschaft
- 1955 Förderungspreis des Bundesministeriums für Unterricht und Kunst für Literatur
- 1963 Förderungsbeitrag des Wiener Kunstfonds der Zentralsparkasse Wien für Literatur
- 1971 Förderungspreis des Landes Oberösterreich für Literatur
- 1973 Förderungspreis für Literatur des Theodor Körner-Stiftungsfonds zur Förderung von Wissenschaft und Kunst
- 1978 Verleihung des Professoren-Titels
- 1979 Preis des Wiener Kunstfonds der Zentralsparkasse Wien für Literatur
- 1983 Kulturpreis des Landes Oberösterreich für Literatur
- 1984 Georg-Trakl-Preis
- 1986 Anton-Wildgans-Preis
- 1988 Ehrenmedaille der Bundeshauptstadt Wien in Gold
- 1988 Franz-Theodor-Csokor-Preis des österreichischen P.E.N. Clubs
- 1996 Österreichisches Ehrenzeichen für Wissenschaft und Kunst

## Werke (in Auswahl)

### Lyrik
- Auf der Erde zu Gast, 1956
- Löwenköpfe, 1977
- Auf dem Limes, 1980
- Das Kirschenfest, 1984
- Zeitsprung, 1987
- "Das Pontifikalamt der Scheiterhaufen". Das gesammelte lyrische Werk. (hg. von Helmuth A. Niederle) edition pen Bd. 9 im Löcker Verlag. Wien 2015, ISBN 978-3-85409-690-0.

### Lyrik und Prosa
- Das Garn des Schicksals Graz u. Wien: Stiasny Verlag 1959 (Ausgewählt und eingeleitet von Dora Dunkl)

### Erzählungen
- Die vierte Wand, 1967

### Theaterstücke
- Odysseus muß wieder reisen, 1954
- Der Weg ins Nordland, Märchenspiel, 1955
- Der goldene Käfig, 1956, uraufgeführt bei den Grazer Festspielen 1958
- Der Lauf der Welt, Komödie nach William Congreve, 1957
- Das kleine Weltkabarett, 1958
- Geburt der Liebe, Ballett, 1959
- La Sera, 1959
- Die neue Wohnung, Komödie nach Carlo Goldoni, 1959
- Schauplätze, 1971

### Hörspiele
- 1957: Odysseus muß wieder reisen – Regie: Hans Krendlesberger (Hörspielbearbeitung – ORF Oberösterreich)
- 1959: La Sera – Regie: Nicht angegeben (Hörspielbearbeitung – ORF Oberösterreich)
- 1969: Die Sieger – Regie: Ferry Bauer (Original-Hörspiel – ORF Oberösterreich)
- 1971: Der Fall Melos – Regie: Hans Krendlesberger (Originalhörspiel – ORF Wien)
- 1971: Die Allee der Gerechten – Regie: Ferry Bauer (Originalhörspiel – ORF Oberösterreich)
- 1972: Der Mann, der in mir lebt – Regie: Ferry Bauer (Originalhörspiel – ORF Oberösterreich)
- 1973: Ein Hügel in Richmond – Regie: Ferry Bauer (Originalhörspiel – ORF Oberösterreich)
- 1975: Das Scherbengericht – Regie: Ferry Bauer (Originalhörspiel – ORF Oberösterreich)
- 1976: Der goldene Käfig – Regie: Ferry Bauer (Hörspielbearbeitung – ORF Oberösterreich)
- 1981: Odysseus muß wieder reisen – Bearbeitung: Kurt Klinger; Regie: Hans Krendlesberger (Hörspielbearbeitung – ORF)

Quelle: Ö1-Hörspieldatenbank

### Essays
- Konfrontationen, 1973
- Theater und Tabus, 1984
- Auf den zweiten Blick. Wiederbegegnung mit Meisterwerken der Literatur, 1994
- Die Ungnade der Geburt. Literatur als Schicksal, 1999